# Кемп Рок 2: Последният концерт
Кемп Рок 2: Последният концерт (на английски: Camp Rock 2: The Final Jam) е оригинален филм на Disney Channel от 2010, продължението на Кемп Рок. Снимките завършват през лятото на 2009 в Торонто и Онтарио и премиерата на филма е по Disney Channel на 3 септември 2010. На 7 септември 2010 излиза и DVD и Blu-Ray Disc в САЩ и Канада. Продукцията получава положителни отзиви от феновете и смесени от критиците. Има бюджет, по-голям от този на предния филм, и е втората най-скъпа продукция на Disney Channel след Училищен мюзикъл 2.

## Сюжет
Внимание:  Текстът по-долу разкрива сюжета на произведението (или части от него)!
Мичи Торес (Деми Ловато) се завръща в Кемп Рок, за да се види с приятелите си (свързана песен: „Brand New Day“) и да прекара лятото си с тях, особено с Шейн Грей (Джо Джонас), вокалиста на популярната група Кънект Три. Шейн и другите двама членове на групата, Нейт (Ник Джонас и Джейсън (Кевин Джонас), в каросерията на фермерски камион след като автобусът им пада в езерото.
Междувременно новия лагер, отворил врати оттатък езерото, Кемп Стар (Camp Star, превеждан още като „Лагерна звезда“), кани Кемп Рок на приятелско събиране около лагерния огън („Fire“). След като виждат представянето на Кемп Стар чрез изпълнението на Люк Уилямс (Матю Мдот Финли), някои от лагеруващите в Кемп Рок, както и много от работещите там, решават да се преместят в Кемп Стар, заради обещанието от собственика, Аксел Търнър (Даниъл Кейш), по-добри условия. Тес (Меган Джет Мартин) бързо се сприятелява с Люк и по-късно двамата си партнират за всички водещи изпълнения на Кемп Стар. Въпреки че работят добре на сцената, двамата постоянно се карат.
След като се запознава с Дейна (Клоуи Бриджис), дъщерята на Аксел, на лагерния огън, Нейт се влюбва в нея. Баща и обаче не и позволява да се вижда с него, защото той е от „конкуренцията“. Тъй като по-голямата част от работещите в Кемп Рок са напуснали, Мичи и приятелите и сформират екип, който да поеме освободените длъжности („Can't Back Down“).
Докато обсъждат бъдещето на Кемп Рок, лагеруващите планират да предизвикат Кемп Стар на символична музикална битка („It's On“). Кемп Стар приема и Аксел предлага да осигури на събитието телевизионна публичност, за което предложение Мичи отначало се колебае, но после приема. По същото време Шейн иска да излезе на среща с Мичи, но тя е твърде заета с „Лагерните войни“ (Camp Wars), за да приеме и двамата се скарват („Wouldn't Change A Thing“). На следващата сутрин Шейн решава да оправи нещата като организира лагера отрано, за да изненада Мичи и да и помогне („Heart and Soul“).
Джейсън и по-малките лагеруващи се промъкват в Кемп Стар и наблюдават как Тес и Люк репетират на сцената до късно („Walkin' In My Shoes“). Аксел мобилизира цялото западно полукълбо да гласува за Кемп Стар на Последния концерт, на който Тес и Люк изпълняват „Tear It Down“. Изпълнението на Кемп Рок включва песента „What We Came Here For“, изпълнена от Шейн и Мичи като водещи певци, с всички останали лагеруващи танцуващи наоколо и кадри от лятото им прекарано заедно, излъчвани на видео стената зад тях. Въпреки че влагат всичко от себе си песента, Кемп Рок губи „битката“ и Мичи е опустошена, защото това значи, че лагерът няма да има достатъчно хора, за да отвори следващото лято.
Останалата част от персонала на Кемп Рок и лагеруващите се връщат в лагера и докато прибират знамена и плакати, Шейн и Мичи споделят целувка. По-късно лагеруващите се събират и пеят около лагерния огън за последен път („This Is Our Song“). В същото време лагеруващи от Кемп Стар, включително Тес и Дана, се присъединяват към Кемп Рок, като казват, че там е много по-забавно. Много хора от Кемп Стар казват, че ще лагеруват в Кемп Рок следващото лято, което значи, че лагерът ще има достатъчно хора, за да отвори врати отново.

## Актьори
- Мичи Торес – Деми Ловато
- Шейн Грей – Джо Джонас
- Джейсън Грей – Кевин Джонас
- Нейт Грей – Ник Джонас
- Тес Тейлър – Меган Мартин
- Кейтлин Гелър – Алисън Стоунър
- Кони Торес – Мария Каналс Барера
- Браун Сезарио – Даниъл Федърс
- Люк Уилямс – Матю Мдот Финли
- Дана Търнър – Клоуи Бриджис
- Аксел Търнър – Даниъл Клаш
- Ела Падър – Ана Мария Перез де Тагле
- Пеги Уорбъртън (Маргарет Дюпри) – Жасмин Ричардс
- Зандър Лойър – Рошън Феган
- Байрън Джеймс – Джордан Франсис
- Тревър Кендал (в по-ранна версия на сценария – Фред Грей) – Франки Джонас

## Саундтрак
В САЩ саундтракът излиза на 10 август 2010 и застава на трето място в класацията Billboard 200 с 40 000 продадени копия. На 18 септември албумът е пуснат и в България.

## Реклама
Преди самият филм да бъде пуснат, откъси от него излизат по Disney Channel всеки петък. Повечето от тях могат да бъдат изтеглени безплатно от iTunes.

## Издаване

### Премиера в Ню Йорк
На 18 август 2010 филмът получава своята специална премиера в Ню Йорк, където актьорите и други хора го гледат за пръв път, седмици преди официалната му премиера по Disney Channel.

### Критици
Като цяло филмът получава смесени отзиви. Уебсайтът Rotten Tomatoes му дава оценка от 6.1/10, основано на 5 отзива (3 отрицателни, 2 положителни). Въпреки това продукцията държи рейтинг 8.7 в Tv.com. Получава номинация за „Най-лош телевизионен или уеб филм“ на наградите Vits за 2010.

### Рейтинг
В премиерната си вечер, Кемп Рок 2 е гледан от общо 7.9 милиона души, което е с 1 милион по-малко от броя на зрителите на първата част. Става най-гледаната програма за седмицата, както и номер 1 най-гледан филм по брой зрители по кабелна телевизия за 2010. На второто си излъчване, на 4 септември, филмът е гледан от 3.7 милиона души, а за периода на излъчване от 3 септември до 6 септември събира общо 21 милиона отделни зрители. На премиерата си във Великобритания, която се състои на 17 септември 2010 е гледан от 637 000 души. През късния октомври 2010 от Disney Channel обявяват излъчването на Кемп Рок 2 с включени екстра сцени като онези, които са налични само в DVD и Blu-Ray изданията, но самото излъчване не включва наистина такива сцени и затова е смятано за повторение.

### Blu-Ray и DVD издания
Blu-Ray и DVD изданията са пуснати в САЩ на 7 септември 2010, а по-късно излиза и Blu Ray Combo Pack, който включва Blu Ray изданието, DVD изданието и дигитална версия. Бонусите към тези дискове включват интервюта с „новите лагеруващи“, Клоуи Бриджис (Дана) и Матю Мдот Финли (Люк), както и международни видеоклипове и кареоке допълнението (Rock Along Edition). Обикновеното DVD издание включва само филма (с допълнителни сцени) и кареоке допълнението. Такава DVD версия е пусната във Великобритания на 20 септември 2010, а DVD, Blu Ray и Blu Ray Combo Pack изданията излизат в Австралия на 20 октомври 2010.
В удълженото издание са добавени две сцени с музикални изпълнения – „Different Summers“, изпълнена от Деми Ловато преди „Fire“, и „Walkin' In My Shoes“ на Матю Мдот Финли и Меган Джет Мартин, изпълнена на репетиция за Последния концерт.

## Концерти

### Изпълнени песни
Екипа на Кемп Рок 2
1. Hasta La Vista (с Анна Мария Перез де Тагле)
2. Make The History (Алисън Стоунър)
3. Start The Party
4. We Rock
5. Fire

Деми Ловато
1. Get Back
2. La La Land
3. Remember December
4. Catch Me
5. Don't Forget
6. Got Dynamite
7. Here We Go Again

Деми Ловато и екипа на Кемп Рок 2
1. Brand New Day
2. Can't Back Down
3. It's Not Too Late
4. It's On

Jonas Brothers
1. Feelin' Alive
2. Hold On
3. Year 3000
4. Play My Music
5. Heart & Soul
6. Gotta Find You
7. This Is Me (с Деми Ловато)
8. Wouldn't Change a Thing (Джо Джонас с Деми Ловато)
9. This Is Our Song (с Деми Ловато и екипа на Кемп Рок 2)
10. Bounce (с Деми Ловато и екипа на Кемп Рок 2; единично изпълнение в Торонто)
11. L.A Baby
12. Drive My Car
13. Paranoid
14. Fly with Me
15. When You Look Me in the Eyes
16. Please Be Mine
17. Lovebug
18. S.O.S
19. Burnin' Up

### Турне
Бележка: Някои от долупосочените дати на концерти са били отменени по различни причини. Турнето започва две седмици по-късно от очакваното, за да може Ник Джонас да участва в Лондонската продукция Клетниците. Концертът в Тампа, Флорида от 8 септември е отменен заради наводнение.
| Дата              | Град               | Държава                    | Място                                        |
| Северна Америка   | Северна Америка    | Северна Америка            | Северна Америка                              |
| ----------------- | ------------------ | -------------------------- | -------------------------------------------- |
| 7 август 2010     | Тайнли Парк        | САЩ                        | First Midwest Bank Amphitheater              |
| 8 август 2010     | Нобълсвил          | САЩ                        | Verizon Wireless Music Center                |
| 10 август 2010    | Синсинати          | САЩ                        | Riverbend Music Center                       |
| 11 август 2010    | Бърджистаун        | САЩ                        | First Niagara Pavilion                       |
| 12 август 2010    | Бристъл            | САЩ                        | Jiffy Lube Live                              |
| 13 август 2010    | Хартфърд           | САЩ                        | Comcast Theatre                              |
| 14 август 2010    | Хърши              | САЩ                        | Hershey Park Stadium                         |
| 16 август 2010    | Хоулмдел           | САЩ                        | PNC Bank Arts Center                         |
| 17 август 2010    | Хоулмдел           | САЩ                        | PNC Bank Arts Center                         |
| 21 август 2010    | Уанта              | САЩ                        | Nikon at Jones Beach Theater                 |
| 22 август 2010    | Уанта              | САЩ                        | Nikon at Jones Beach Theater                 |
| 25 август 2010    | Менсфийлд          | САЩ                        | Comcast Center                               |
| 26 август 2010    | Менсфийлд          | САЩ                        | Comcast Center                               |
| 27 август 2010    | Кемдън             | САЩ                        | Susquehanna Bank Center                      |
| 28 август 2010    | Атлантик Сити      | САЩ                        | Trump Taj Mahal                              |
| 29 август 2010    | Вирджиния Бийч     | САЩ                        | Verizon Wireless Virginia Beach Amphitheatre |
| 31 август 2010    | Клийвланд          | САЩ                        | Quicken Loans Arena                          |
| 1 септември 2010  | Кларкстън          | САЩ                        | DTE Energy Music Theater                     |
| 2 септември 2010  | Торонто            | Канада                     | Molson Amphitheatre                          |
| 3 септември 2010  | Торонто            | Канада                     | Molson Amphitheatre                          |
| 4 септември 2010  | Монреал            | Канада                     | Bell Centre                                  |
| 5 септември 2010  | Дейтона Бийч       | САЩ                        | Ocean Center                                 |
| 7 септември 2010  | Уест Палм Бийч     | САЩ                        | Cruzan Amphitheater                          |
| 8 септември 2010  | Тампа (Отменен)    | САЩ                        | 1-800-ASK-GARY Amphitheater                  |
| 10 септември 2010 | сан Антонио        | САЩ                        | AT&T Center                                  |
| 11 септември 2010 | Хюстън             | САЩ                        | Cynthia Woods Mitchell Pavilion              |
| 12 септември 2010 | Далас              | САЩ                        | Superpages.com Center                        |
| 14 септември 2010 | Финикс             | САЩ                        | Cricket Wireless Pavilion                    |
| 16 септември 2010 | Чула Виста         | САЩ                        | Cricket Wireless Amphitheatre                |
| 17 септември 2010 | Уийтленд           | САЩ                        | Sleep Train Amphitheater                     |
| 18 септември 2010 | Маунтин Вю         | САЩ                        | Shoreline Amphitheatre                       |
| 19 септември 2010 | Ървайн             | САЩ                        | Verizon Wireless Amphitheatre                |
| 15 октомври 2010  | Сан Хуан           | Пуерто Рико                | José Miguel Agrelot Coliseum                 |
| 16 октомври 2010  | Канто Доминго      | Доминиканска Република     | Palacio de Los Deportes                      |
| 21 октомври 2010  | Монтерей (отменен) | Мексико                    | Estadio Universitario                        |
| 23 октомври 2010  | Гуадалахара        | Мексико                    | Estadio Tres de Marzo                        |
| 24 октомври 2010  | Мексико Сити       | Мексико                    | Foro Sol                                     |
| 26 октомври 2010  | Сан Хосе           | Коста Рика                 | Estadio Ricardo Saprissa Aymá                |
| Южна Америка      |                    |                            |                                              |
| 28 октомври 2010  | Богота             | Колумбия                   | Simon Bolivar Park                           |
| 30 октомври 2010  | Лима               | Перу                       | Estadio Monumental „U“                       |
| 1 ноември 2010    | Куито              | Еквадор                    | Estadio Olímpico Atahualpa                   |
| 4 ноември 2010    | Сантяго де Чиле    | Чили                       | Estadio Monumental David Arellano            |
| 6 ноември 2010    | Сао Паолу          | Бразилия                   | Associação Portuguesa de Desportos           |
| 7 ноември 2010    | Рио де Жанейро     | Бразилия                   | Maracanãzinho                                |
| 10 ноември 2010   | Порто Алегре       | Бразилия                   | Ginásio Gigantinho                           |
| 13 ноември 2010   | Буенос Айрес       | Аржентина                  | River Plate Stadium                          |
| Близкия изток     |                    |                            |                                              |
| 18 ноември 2010   | Абу Даби           | Обединени Арабски Емирства | Yas Arena                                    |

## Синхронен дублаж
| Роля         | Изпълнител      |
| ------------ | --------------- |
| Мичи Торес   | Мариета Петрова |
| Нейт Грей    | Явор Караиванов |
| Джейсън Грей | Иван Петков     |